# Saison 1975-1976 de la LAH
Saison précédente Saison suivante
La saison 1975-1976 de la Ligue américaine de hockey est la 40e saison de la ligue au cours de laquelle huit équipes jouent 76 matchs chacune dans la saison régulière. Les Voyageurs de la Nouvelle-Écosse remportent leur deuxième coupe Calder.

## Changement de franchises
- Les Eagles de Syracuse cessent leurs activités.
- Les Wings de la Virginie cessent leurs activités.
- Les Nighthawks de New Haven passent de la division Nord à la division Sud.

## Saison régulière

### Classement
| Clt   | Équipe                          | PJ | V  | D  | N | BP  | BC  | Pts |
| ----- | ------------------------------- | -- | -- | -- | - | --- | --- | --- |
| +001, | Voyageurs de la Nouvelle-Écosse | 76 | 48 | 20 | 8 | 326 | 209 | 104 |
| +002, | Americans de Rochester          | 76 | 42 | 25 | 9 | 304 | 243 | 93  |
| +003, | Reds de Providence              | 76 | 34 | 34 | 8 | 294 | 300 | 76  |
| +004, | Indians de Springfield          | 76 | 33 | 39 | 4 | 267 | 321 | 70  |

| Clt   | Équipe                  | PJ | V  | D  | N | BP  | BC  | Pts |
| ----- | ----------------------- | -- | -- | -- | - | --- | --- | --- |
| +001, | Bears de Hershey        | 76 | 39 | 31 | 6 | 304 | 275 | 84  |
| +002, | Robins de Richmond      | 76 | 29 | 39 | 8 | 262 | 297 | 66  |
| +003, | Nighthawks de New Haven | 76 | 29 | 39 | 8 | 261 | 295 | 66  |
| +004, | Clippers de Baltimore   | 76 | 21 | 48 | 7 | 238 | 316 | 49  |

- En gras : directement qualifiés pour le deuxième tour des séries
- En italique : qualifiés pour les séries

### Meilleurs pointeurs
| Joueur           | Équipe                          | PJ | B  | A  | Pts | Pun |
| ---------------- | ------------------------------- | -- | -- | -- | --- | --- |
| Jean-Guy Gratton | Bears de Hershey                | 73 | 35 | 58 | 93  | 38  |
| Ron Andruff      | Voyageurs de la Nouvelle-Écosse | 74 | 42 | 46 | 88  | 58  |
| Greg Holst       | Reds de Providence              | 69 | 37 | 44 | 81  | 77  |
| Guy Chouinard    | Voyageurs de la Nouvelle-Écosse | 70 | 40 | 40 | 80  | 14  |
| Gordie Clark     | Americans de Rochester          | 72 | 30 | 49 | 79  | 7   |
| Pierre Mondou    | Voyageurs de la Nouvelle-Écosse | 74 | 34 | 43 | 77  | 30  |
| Fred Speck       | Clippers de Baltimore           | 76 | 23 | 52 | 75  | 93  |
| Larry Fullan     | Robins de Richmond              | 76 | 18 | 57 | 75  | 26  |
| Wayne Schaab     | Robins de Richmond              | 75 | 36 | 36 | 72  | 31  |

## Séries éliminatoires
Les trois premiers de chaque division sont qualifiées pour les séries. 
- Le premier de chaque division est exempté de 1er tour pendant que les deuxièmes affrontent les troisièmes au meilleur des cinq matchs. Les vainqueurs rencontrent les premiers de leur division respective au meilleur des sept matchs.
- Les gagnants se disputent la coupe Calder au meilleur des sept matchs[3].

|  | Demi-finales de division | Demi-finales de division | Demi-finales de division | Demi-finales de division |    |                 | Finales de division | Finales de division | Finales de division | Finales de division |  |  | Finale de la Coupe Calder | Finale de la Coupe Calder | Finale de la Coupe Calder | Finale de la Coupe Calder |
|  |                          |                          |                          |                          |    |                 |                     |                     |                     |                     |  |  |                           |                           |                           |                           |
|  |                          |                          |                          |                          |    |                 |                     |                     |                     |                     |  |  |                           |                           |                           |                           |
|  |                          |                          |                          |                          |    |                 |                     |                     |                     |                     |  |  |                           |                           |                           |                           |
|  |                          |                          |                          |                          |    |                 |                     |                     |                     |                     |  |  |                           |                           |                           |                           |
|  |                          |                          |                          |                          |    |                 |                     |                     |                     |                     |  |  |                           |                           |                           |                           |
|  |                          |                          |                          |                          |    |                 |                     |                     |                     |                     |  |  |                           |                           |                           |                           |
|  | N1                       | Nouvelle-Écosse          | 4                        | 4                        |    |                 |                     |                     |                     |                     |  |  |                           |                           |                           |                           |
|  | N1                       | Nouvelle-Écosse          | 4                        | 4                        |    |                 |                     |                     |                     |                     |  |  |                           |                           |                           |                           |
|  |                          |                          | N2                       | Rochester                | 0  | 0               |                     |                     |                     |                     |  |  |                           |                           |                           |                           |
|  | N3                       | Providence               | N2                       | Rochester                | 0  | 0               | 0                   | 0                   |                     |                     |  |  |                           |                           |                           |                           |
|  | N3                       | Providence               |                          |                          |    |                 |                     | 0                   |                     |                     |  |  |                           |                           |                           |                           |
|  | N2                       | Rochester                | 3                        | 3                        |    |                 |                     |                     |                     |                     |  |  |                           |                           |                           |                           |
|  | N2                       | Rochester                | 3                        | 3                        | N1 | Nouvelle-Écosse | 4                   | 4                   |                     |                     |  |  |                           |                           |                           |                           |
|  |                          |                          |                          |                          | N1 | Nouvelle-Écosse | 4                   | 4                   |                     |                     |  |  |                           |                           |                           |                           |
|  |                          |                          | S1                       | Hershey                  | 1  | 1               |                     |                     |                     |                     |  |  |                           |                           |                           |                           |
|  |                          |                          |                          |                          | 1  | 1               |                     |                     |                     |                     |  |  |                           |                           |                           |                           |
|  |                          |                          |                          |                          |    |                 |                     |                     |                     |                     |  |  |                           |                           |                           |                           |
|  |                          |                          |                          |                          |    |                 |                     |                     |                     |                     |  |  |                           |                           |                           |                           |
|  | S1                       | Hershey                  | 4                        | 4                        |    |                 |                     |                     |                     |                     |  |  |                           |                           |                           |                           |
|  | S1                       | Hershey                  | 4                        | 4                        |    |                 |                     |                     |                     |                     |  |  |                           |                           |                           |                           |
|  |                          |                          | S2                       | Richmond                 | 1  | 1               |                     |                     |                     |                     |  |  |                           |                           |                           |                           |
|  | S3                       | New Haven                | S2                       | Richmond                 | 1  | 1               | 0                   | 0                   |                     |                     |  |  |                           |                           |                           |                           |
|  | S3                       | New Haven                |                          |                          |    |                 |                     | 0                   |                     |                     |  |  |                           |                           |                           |                           |
|  | S2                       | Richmond                 | 3                        | 3                        |    |                 |                     |                     |                     |                     |  |  |                           |                           |                           |                           |
|  | S2                       | Richmond                 | 3                        | 3                        |    |                 |                     |                     |                     |                     |  |  |                           |                           |                           |                           |
|  |                          |                          |                          |                          |    |                 |                     |                     |                     |                     |  |  |                           |                           |                           |                           |

## Trophées

### Trophées collectifs
| Coupe Calder : Vainqueurs des séries                        | Voyageurs de la Nouvelle-Écosse |
| Trophée F.-G.-« Teddy »-Oke : Champions de la division Nord | Voyageurs de la Nouvelle-Écosse |
| Trophée John-D.-Chick : Champions de la division Sud        | Bears de Hershey                |

### Trophées individuels
| Trophée Les-Cunningham : Meilleur joueur de la saison                                 | Ron Andruff (Voyageurs de la Nouvelle-Écosse)                                      |
| Trophée John-B.-Sollenberger : Meilleur pointeur                                      | Jean-Guy Gratton (Bears de Hershey)                                                |
| Trophée Dudley-« Red »-Garrett : Meilleure recrue                                     | Greg Holst (Reds de Providence) et Pierre Mondou (Voyageurs de la Nouvelle-Écosse) |
| Trophée Eddie-Shore : Meilleur défenseur de la saison                                 | Noel Price (Voyageurs de la Nouvelle-Écosse)                                       |
| Trophée Harry-« Hap »-Holmes : Gardien(s) de l'équipe ayant encaissé le moins de buts | Ed Walsh et Dave Elenbaas (Voyageurs de la Nouvelle-Écosse)                        |
| Trophée Louis-A.-R.-Pieri : Meilleur entraîneur de la saison                          | Chuck Hamilton (Bears de Hershey)                                                  |